# Flughafen Öskemen

i7
i11
i13
Der Flughafen Öskemen (kasachisch Өскемен Халықаралық әуежайы, IATA-Code: UKK, ICAO-Code: UASK) ist ein Flughafen, der die Stadt Öskemen in Kasachstan bedient.

## Fluggesellschaften und Ziele
| Fluggesellschaft | Ziel                                              |
| ---------------- | ------------------------------------------------- |
| Air Astana       | Almaty, Astana                                    |
| Fly Arystan      | Schymkent                                         |
| Qazaq Air        | Astana, Nowosibirsk                               |
| SCAT Airlines    | Almaty, Astana, Schesqasghan, Qaraghandy, Saissan |
| Sunday Airlines  | Saisonal: Antalya, Sharm El-Sheikh                |